# 熊少牧
熊少牧（1793年—1877年），字书年，号雨臚，湖南长沙人。
道光乙未举人，官蓝山教諭。工诗及骈文。以诗名天下，吴梅梁得其诗作，稱他是“超超等”，以国士相待。道光十九年，正考官文慶挈及熊少牧入闈閱卷，被言官彈劾，文慶著交部嚴加議處，副考官胡林翼則以失察處分，降一級調任。有室名读书延年堂。